# Elaphoglossum amplum
Elaphoglossum amplum är en träjonväxtart som beskrevs av John T. Mickel. Elaphoglossum amplum ingår i släktet Elaphoglossum och familjen Dryopteridaceae. Inga underarter finns listade.